# 26-os villamos (Bécs)
A bécsi 26-os jelzésű villamos a Hausfeldstraße és Strebersdorf, Edmund-Hawranek-Platz között közlekedik. A viszonylatot a Wiener Linien üzemelteti.

## Megállóhelyei
| 26 (Hausfeldstraße ◄► Strebersdorf, Edmund-Hawranek-Platz) | 26 (Hausfeldstraße ◄► Strebersdorf, Edmund-Hawranek-Platz) | 26 (Hausfeldstraße ◄► Strebersdorf, Edmund-Hawranek-Platz) | 26 (Hausfeldstraße ◄► Strebersdorf, Edmund-Hawranek-Platz) | 26 (Hausfeldstraße ◄► Strebersdorf, Edmund-Hawranek-Platz) |
| Perc (↓)                                                   | Megállóhely                                                | Perc (↑)                                                   | Átszállási kapcsolatok                                     |                                                            |
| ---------------------------------------------------------- | ---------------------------------------------------------- | ---------------------------------------------------------- | ---------------------------------------------------------- | ---------------------------------------------------------- |
| 0                                                          | Hausfeldstraße végállomás                                  | 36                                                         | U2 85A, 95B, 97A                                           |                                                            |
| 2                                                          | Am Heidjöchl                                               | 34                                                         | 85A, 95B, 97A                                              |                                                            |
| 4                                                          | Zanggasse                                                  | 33                                                         | 85A, 95B, 97A                                              |                                                            |
| 5                                                          | Prinzgasse                                                 | 32                                                         | 85A, 95A, 95B                                              |                                                            |
| 6                                                          | Ziegelhofstraße                                            | 31                                                         |                                                            |                                                            |
| 7                                                          | Spargelfeldstraße                                          | 29                                                         |                                                            |                                                            |
| 8                                                          | Süßenbrunner Straße, Oberfeldgasse                         | 28                                                         | 86A                                                        |                                                            |
| 9                                                          | Gewerbepark Stadlau                                        | 27                                                         | 87A                                                        |                                                            |
| 11                                                         | Forstnergasse                                              | 25                                                         |                                                            |                                                            |
| 12                                                         | Kraygasse                                                  | 24                                                         | 22A, 24A                                                   |                                                            |
| 14                                                         | Kagraner Platz                                             | 23                                                         | U1 22A, 24A, 31A                                           |                                                            |
| 15                                                         | Saikogasse                                                 | 21                                                         | 27A                                                        |                                                            |
| 17                                                         | Josef-Baumann-Gasse                                        | 20                                                         | 25 27A                                                     |                                                            |
| 18                                                         | Carminweg                                                  | 18                                                         | 26                                                         |                                                            |
| 20                                                         | Fultonstraße                                               | 16                                                         | 26                                                         |                                                            |
| 21                                                         | Hoßplatz                                                   | 15                                                         | 26                                                         |                                                            |
| 23                                                         | Floridsdorf                                                | 13                                                         | U6 S1 , S2 , S3 , S4 , S7 25, 30, 31 28A, 29A, 33A, 34A    |                                                            |
| 25                                                         | Am Spitz                                                   | 11                                                         | 33A, 34A                                                   |                                                            |
| 27                                                         | Nordbrücke                                                 | 9                                                          |                                                            |                                                            |
| 28                                                         | Koloniestraße                                              | 7                                                          | 36A, 36B                                                   |                                                            |
| 30                                                         | Hopfengasse                                                | 6                                                          | 36A, 36B                                                   |                                                            |
| 31                                                         | Winkeläckerstraße                                          | 5                                                          |                                                            |                                                            |
| 33                                                         | Autokaderstraße                                            | 4                                                          |                                                            |                                                            |
| 35                                                         | Rußbergstraße                                              | 1                                                          | 32A                                                        |                                                            |
| 37                                                         | Strebersdorf, Edmund-Hawranek-Platz végállomás             | 0                                                          | 32A                                                        |                                                            |